# Johanna van Beethoven
Johanna van Beethoven, nata Reiß (Vienna, 1786 – Baden bei Wien, 2 febbraio 1868), fu la cognata di Ludwig van Beethoven, nota per l'aspra battaglia legale combattuta tra lei e il compositore per la custodia di suo figlio Karl.

## Biografia
Figlia del ricco tappezziere viennese Anton Reiß, nel 1806 Johanna sposò Kaspar Anton Karl van Beethoven, fratello minore del compositore Ludwig. Il 4 settembre 1806 nacque il loro unico figlio, Karl van Beethoven.
Kaspar morì nell'autunno del 1815. Suo fratello Ludwig assunse la tutela di Karl, escludendone la madre Johanna. La controversia legale che scaturì tra i due cognati durò fino al 1820, sebbene Ludwig fosse diventato tutore di Karl già nel 1816. Il rapporto tra Ludwig e Johanna fu estremamente teso, tanto che il compositore, nelle sue lettere e conversazioni, si riferiva alla cognata soprannominandola "la regina della notte", epiteto basato sull'omonimo personaggio dell'opera di Mozart Il flauto magico. Tutti e tre i Beethoven soffrirono emotivamente per il prolungato conflitto legale e le numerose udienze, in particolare il giovane Karl, che nel 1826 tentò addirittura il suicidio.
Nello stesso anno in cui perse la sua battaglia legale, Johanna diede alla luce una figlia naturale, Ludovika Johanna, nata il 12 giugno 1820. Il ricco fonditore di campane Johann Kaspar Hofbauer (c. 1771–1839) riconobbe la bambina come sua figlia, offrendo a Johanna un cospicuo sostegno finanziario.
Nel 1824, su esplicita richiesta di Johanna, Ludwig accettò di fornirle un aiuto economico, restituendole metà della pensione vedovile che era stata destinata all'educazione di Karl. Dopo la morte del compositore, avvenuta nel 1827, l'ancora minorenne Karl passò sotto la tutela di un parente di Johanna, Jakob Hotschevar, che le aveva fatto anche da consulente legale durante la battaglia per la custodia.
Johanna van Beethoven sopravvisse sia a suo cognato che a suo figlio Karl (morto nel 1858), spegnendosi nel 1868.

## Nella cultura di massa
Johanna van Beethoven fu interpretata dall'attrice olandese Johanna ter Steege nel film biografico Amata immortale del 1994. Nella pellicola viene ipotizzato che Johanna fosse la donna a cui Ludwig indirizzò la sua enigmatica Lettera all'amata immortale. In realtà ciò è da considerarsi altamente improbabile, visto il conflittuale rapporto tra i due, ed è stato comunque escluso sulla base di riscontri oggettivi.
Il romanzo Signora Beethoven di Rita Charbonnier (Marcos y Marcos 2025) ha per protagonista Johanna van Beethoven, e racconta dal suo punto di vista la lunga contesa con il cognato Ludwig.